# Walisaune Wahetra
Walisaune Wahetra, née le 6 avril 1970, est une femme politique française de Nouvelle-Calédonie. Membre du FLNKS par l'intermédiaire du Palika, elle est actuellement membre du Congrès de la Nouvelle-Calédonie et vice-présidente de l'Assemblée de la Province des îles Loyauté. 

## Biographie
Personnalité politique Kanak, Walisaune Wahetra est née le 6 avril 1970. Avant son engagement politique à plein temps, elle a exercé la profession de professeur des écoles et a occupé le poste de directrice de secteur. Elle a été détachée de ses fonctions d'enseignante en juin 2019. 

## Carrière politique
Walisaune Wahetra est une figure du Palika, une des composantes du FLNKS, mouvement indépendantiste de Nouvelle-Calédonie.
Elle siège au Congrès de la Nouvelle-Calédonie. Au sein de cette institution, elle a notamment occupé la fonction de vice-présidente de la commission de l'enseignement et de la culture pour la période 2021-2022.
Parallèlement à son mandat au Congrès, elle est également élue à l'Assemblée de la Province des îles Loyauté, où elle occupe la fonction de vice-présidente. Elle a également été mentionnée comme Présidente de la commission de l'enseignement et de l'éducation au niveau provincial.
Elle a été candidate aux élections législatives sous l'étiquette du FLNKS.